# Talbot (fotometrija)
Talbot ali lumensekunda (oznaka T ali lms) je v sistemu SI enota za merjenje svetlobne energije. Spada med izpeljane enote v sistemu enot SI. Oznaka T povzroča nekaj težav, ker se s T označuje tudi enoto Tesla za gostoto magnetnega polja. Zaradi tega je boljše uporabljati oznako lms.
Imenuje se po angleškem fotografu in izumitelju Williamu Foxu Talbotu (1800–1877).

## Definicija enote talbot
{\displaystyle \mathrm {1\,lms=1\,lm\cdot 1\!s} \!\,.}
1 talbot je energija, ki jo nosi svetlobni tok 1 lumna v 1 sekundi. 
Včasih so za talbot uporabljali tudi ime lumberg ali lumerg.
V praksi se uporablja tudi enota lumenura (oznaka lmh), ki je zmnožek števila lumnov in ur. 